# 入沢重麿
入沢 重麿（いりさわ しげまろ、1875年（明治8年）6月 - 没年不詳）は、関東州官僚・朝鮮総督府官僚。青島民政署長。

## 経歴
旧徳山藩藩士入沢義温の長男。1901年（明治34年）、東京帝国大学法科大学英法科を卒業し、台湾総督府属となった。1903年（明治36年）高等文官試験に合格し、1905年（明治38年）に関東州民政署事務官となった。旅順民政署長事務取扱、関東都督府参事官・事務官、同秘書官を歴任。1912年（大正元年）、朝鮮総督府書記官に転じ、京畿道第一部長などを務めた。さらに青島守備軍に転じ、民政部総務部長、青島民政署長を務めた。
退官後は、朝鮮鉄道株式会社副社長に就任した。